# Tombes royales de Songsan-ri

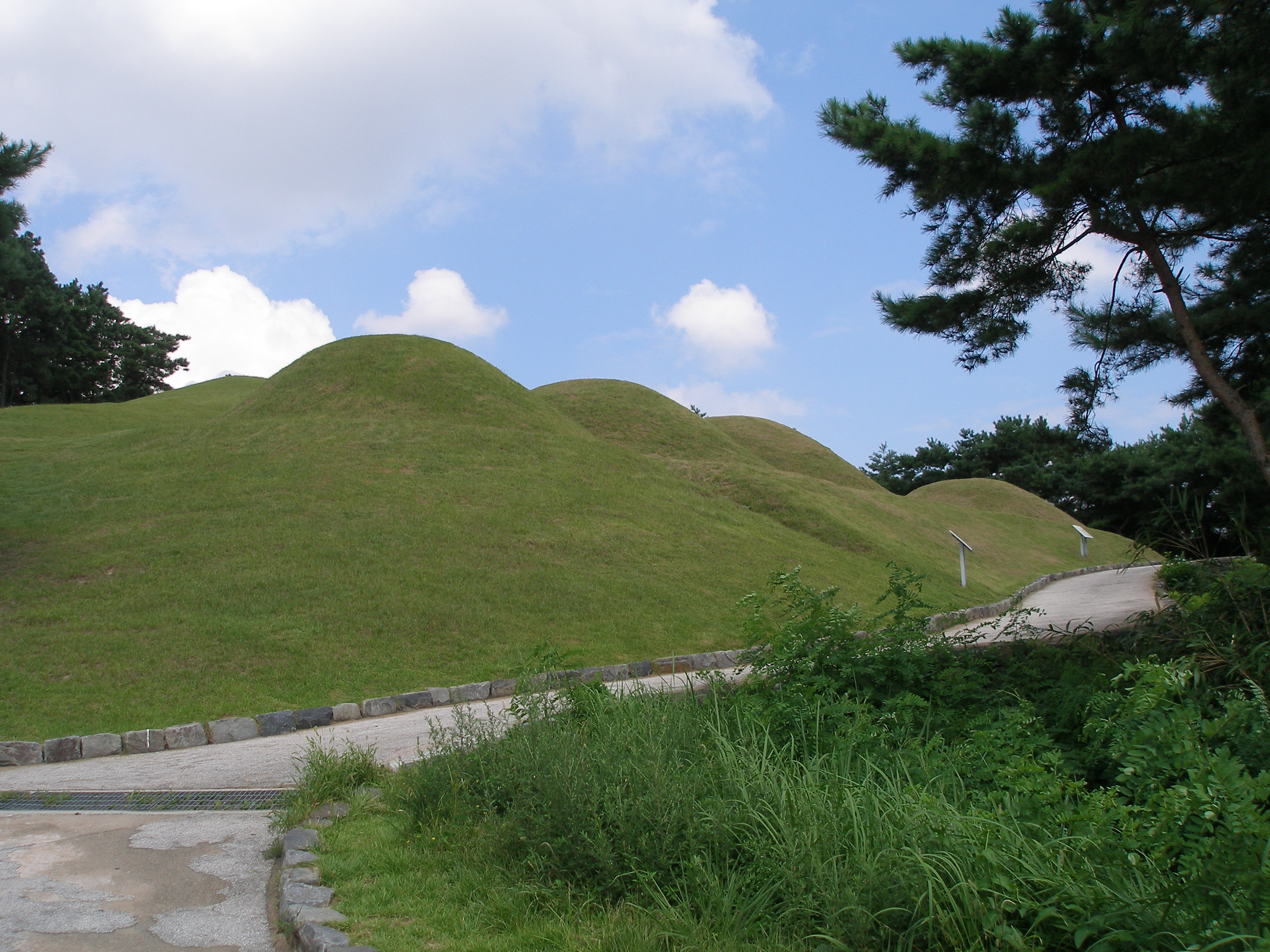
Les tombes n° 1, 2, 3 et 4

Les tombes royales de Songsan-ri sont un groupe de sept tombes situées à Gongju  dans le quartier de Songsan et remontant à l'époque où cette ville était la capitale du royaume coréen de Baekje (475 - 538). Elles sont classées dans la liste du patrimoine mondial de l'UNESCO depuis 2015 dans le groupe des aires historiques de Baekje. La plus célèbre est la tombe n° 7 qui a pu être attribuée au roi Muryeong.

## Description

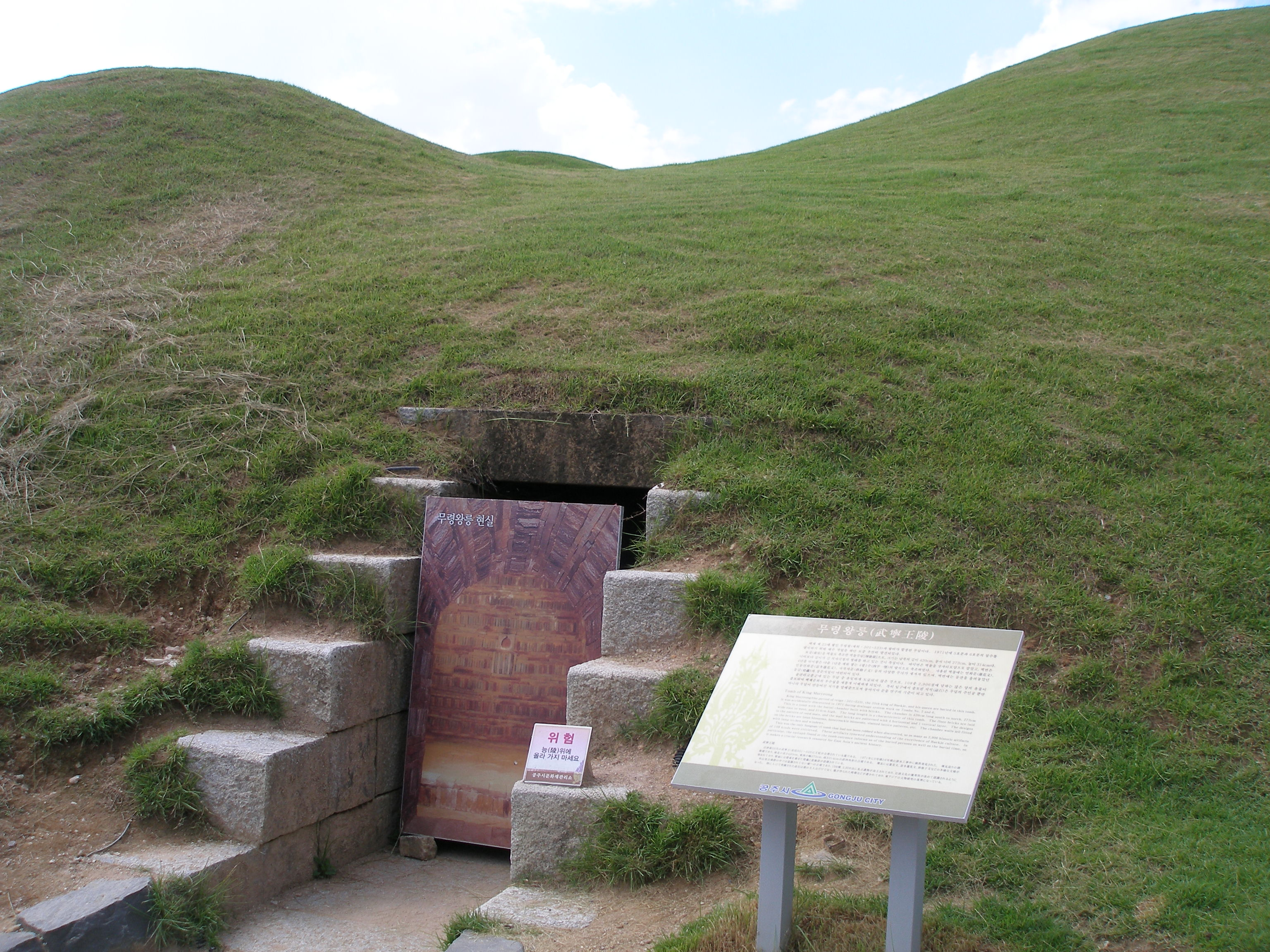
L'entrée d'une tombe

Les tombes sont des tumulus regroupés sur une colline boisée de 75 mètres de haut située près du centre de Gongju dans une boucle du fleuve Geum. Les tombes n° 1 à 5 comportent un couloir avec une chambre funéraire en pierre taillée en forme de coupole tandis que les tombes n° 6 et 7 sont en briques avec un plafond voûté suivant une technique originaire du Sud de la Chine et qui était à l'époque nouvelle pour la région.
La sixième tombe est particulièrement intéressante à cause de ses peintures murales qui représentent les quatre dieux (sashindo) : le dragon bleu, le tigre blanc, la paon rouge et la tortue noire. Les dimensions de sa chambre funéraire sont de 370 x 224 x 313 cm.
Les premières fouilles ont été effectuées en 1927 et en 1932. Initialement ouvertes au public, les tombes ont été scellées au début des années 1990 pour leur protection et leur conservation. Elles sont maintenant présentées dans un musée spécifique et leur reconstitution peut être visitée. 383 000 visiteurs ont été accueillis en moyenne chaque année entre 2008 et 2012.

## La tombe de Muryeong

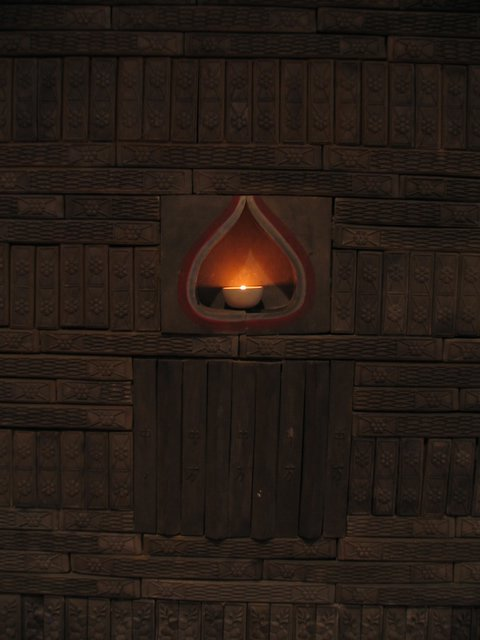
Une niche dans la tombe de Muryeong

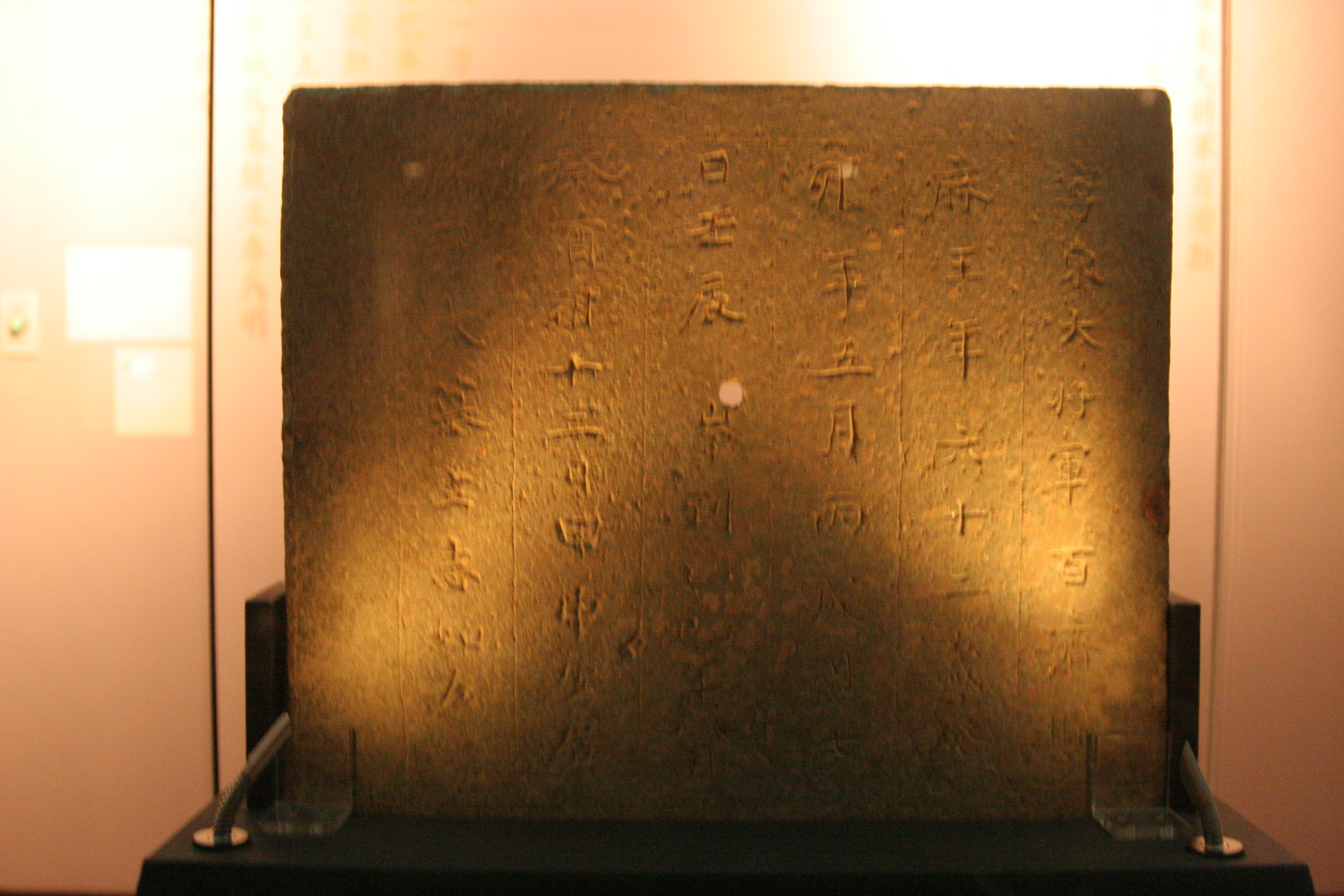
L'épitaphe du roi

La tombe du roi Muryeong (462–523) porte le n° 7 puisque c'est la dernière à avoir été découverte. Cela s'est produit par hasard en 1971 lors de travaux de drainage pour les tombes 5 et 6. C'est celle qui possède la plus grande chambre funéraire (420 x 272 x 293 cm). La reine, morte trois ans plus tard, y a aussi trouvé place. Cette tombe est d'une importance particulière car c'est une des rares à n'avoir pas été victime de voleurs ou de pilleurs. Elle était donc intacte lorsque les  archéologues sont arrivés, même si les corps n'ont pas résisté à l'épreuve du temps. Elle a livré 2906 objets répartis dans 108 catégories dont 12 ont été désignés trésors nationaux (n° 154 à 165). Ce sont les couronnes du roi et de la reine, leurs boucles d'oreille, deux colliers et une épingle à cheveux, tous en or, ainsi qu'une paire de bracelets en argent, un miroir en bronze, l'appui-tête, le repose-pied et un animal protecteur en pierre qui gardait l'entrée, le seoksu. En outre, les deux plaques en granite portant leur épitaphe revêtent une importance particulière puisqu'elles ont permis d'identifier la tombe avec certitude, qu'elles indiquent la date exacte de leur mort et de leur sépulture et que celles-ci confirment les indications fournies par le Samguk Sagi (Histoire des trois royaumes), le livre le plus important traitant de l'histoire de cette période et qui a été écrit six siècles plus tard. Tous ces objets sont exposés au musée national de Gongju. La plaque du roi porte l'inscription suivante :

« 寧東大將軍 百濟斯麻王 年六十二歲 癸卯年五月 丙戌朔 七日壬辰 崩到
乙巳年八月 癸酉朔 十二日甲申 安登冠大墓 立志如左 »

Les cercueils taillés dans un grand  pin parasol du Japon provenant de Kyushu, des céladons de Chine et des perles de verre contenant du plomb de Thaïlande attestent de l'importance des échanges avec d'autres régions d'Asie.

## Galerie

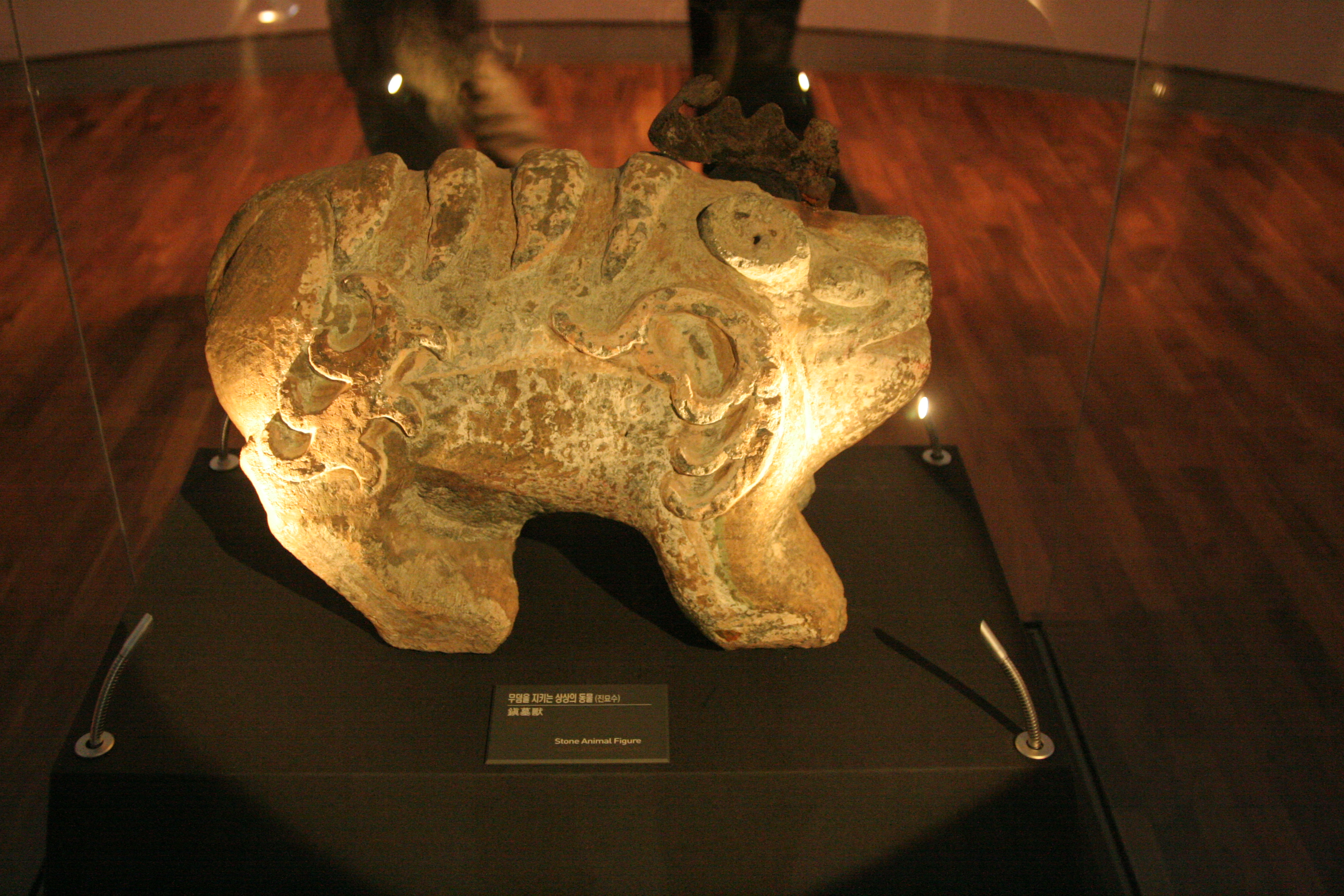
Le seoksu, le gardien de la tombe
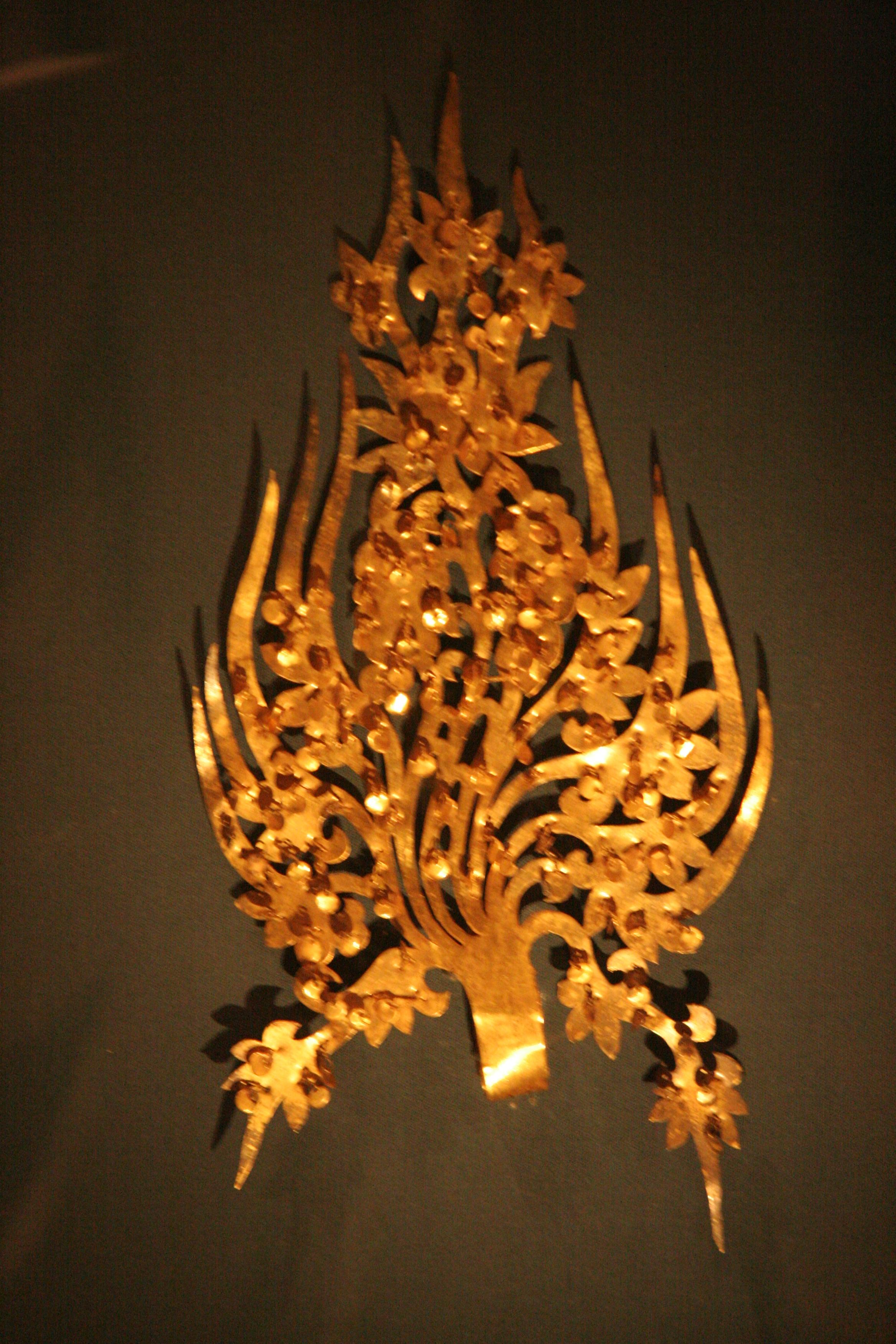
Un ornement de la couronne
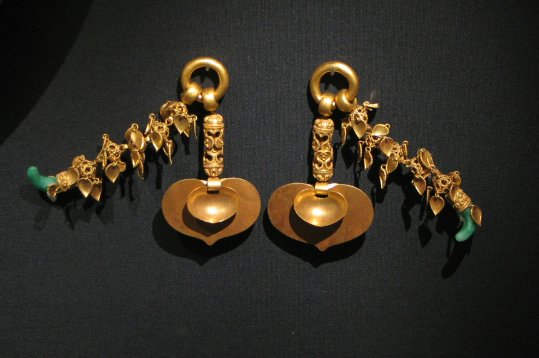
Les boucles d'oreille du roi
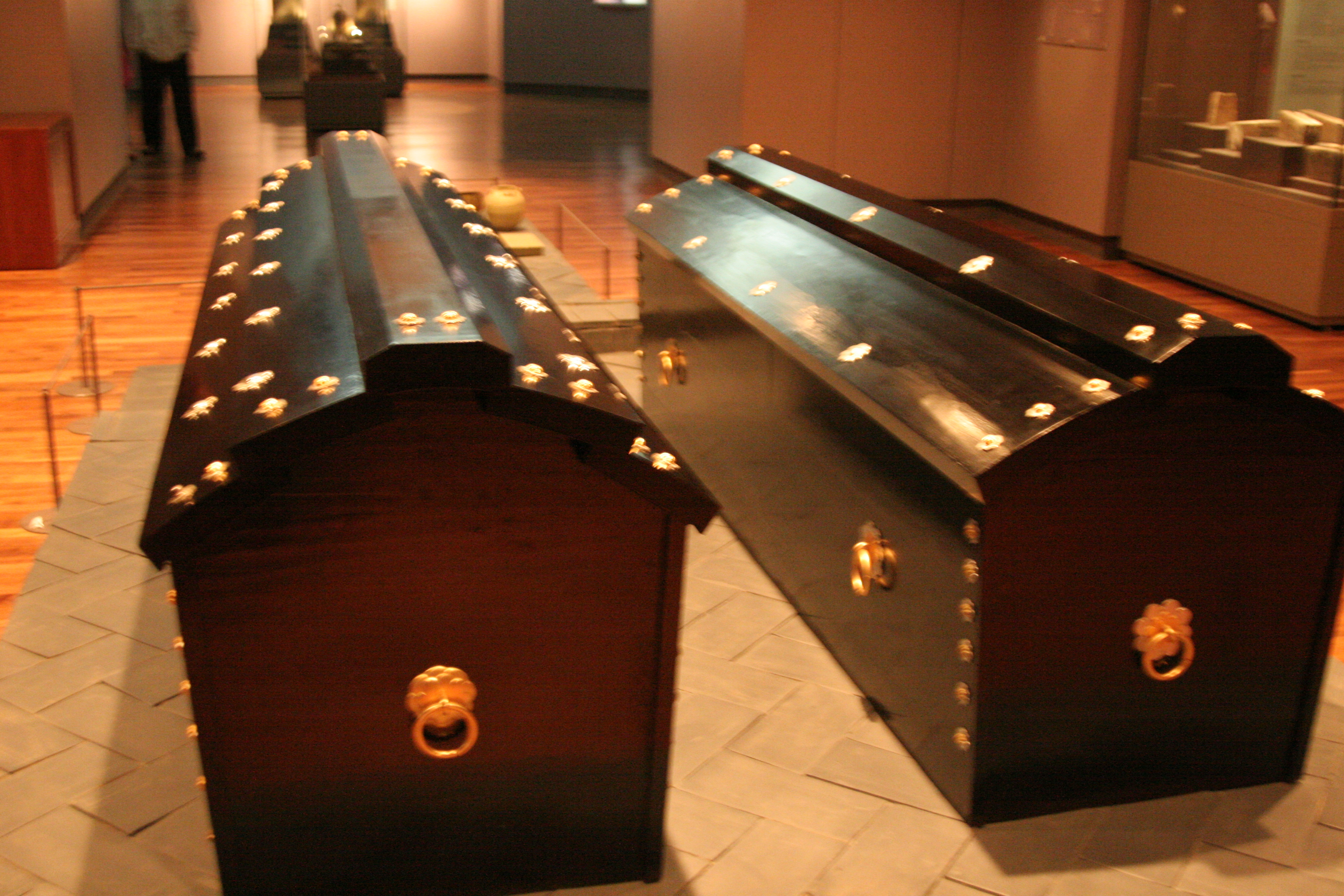
Répliques des cercueils